# Stephanophyllia neglecta
Espèce
Statut CITES
Stephanophyllia neglecta est une espèce de coraux de la famille des Micrabaciidae.